# Resolució 1432 del Consell de Seguretat de les Nacions Unides
La Resolució 1432 del Consell de Seguretat de les Nacions Unides, adoptada per unanimitat el 15 d'agost de 2002 després de reafirmar les resolucions 1127 (1997) i 1412 (2002), el Consell va ampliar la suspensió de les restriccions de viatge contra els funcionaris d'UNITA a Angola durant 90 dies més.
El Consell de Seguretat va donar la benvinguda novament a la signatura d'un memoràndum d'entesa entre UNITA i el Govern d'Angola, el 4 d'abril de 2002, relatiu al Protocol de Lusaka. A més, es va acollir favorablement els esforços del govern d'Angola per promoure condicions pacífiques i segures i la reconciliació nacional i els esforços d'UNITA per participar activament en el procés polític del país. Es va destacar la implementació dels acords de pau, el Protocol de Lusaka i les resolucions pertinents del Consell de Seguretat, alhora que s'elogiava el desmantellament de l'ala militar d'UNITA.
Reconeixent la necessitat que els funcionaris d'UNITA viatgin per avançar en el procés de pau i la reconciliació nacional i actuant en virtut del Capítol VII de la Carta de les Nacions Unides, el Consell va suspendre la prohibició de viatjar contra funcionaris d'UNITA durant 90 dies. La suspensió es revisaria al final del període de 90 dies, segons la informació disponible sobre l'aplicació dels acords de pau. S'han mantingut altres restriccions contra la UNITA.
El mateix dia, el Consell va adoptar la Resolució 1433 del Consell de Seguretat de les Nacions Unides que va establir la Missió de les Nacions Unides a Angola.